# Sikinos
Sikinos (græsk: Σίκινος) er en græsk ø og kommune i øgruppen Kykladerne i Grækenland. Den ligger midt mellem øerne Ios og Folegandros. Sikinos er en del af den regionale enhed Thira.
Den var i det antikke Grækenland kendt som Oenoe eller Oinoe (oldgræsk: Οἰνόη, vinøen). Det står i kontrast til nærliggende øer, såsom Ios, ved at være stille og relativt mindre udviklet. Der er to landsbyer, "Allopronia" på sydsøsiden, som er havnen, og en anden højere oppe i bakkerne er choraen. Choraen oppe på bakkerne er sammensat af to bebyggelser, der støder op til hinanden, "Castro" mod vest og "Chorio" mod øst. Der er en håndfuld taverner i havnen. Stranden ved havnen er en af to store sandstrande på øen. Adskillige gamle ruiner hviler på øen, selvom nogle er afsidesliggende. Der er to asfalterede veje, selvom en tredje er ved at blive bygget for at forbinde den begyndende heliport og til sidst et nyt resort på den anden sandstrand, og der er flere velholdte grusveje. En stor del af øen er meget vanskelig tilgængelig på grund af terrænet. Næsten hele øens område er dækket af terrasser, der engang blev brugt til ekstensivt landbrug. Nu bruges kun en håndfuld på tværs af øen, de fleste opererer på statsstøtte. Kommunen havde 273 indbyggere ved folketællingen i 2011. Kommunen omfatter den ubeboede ø Kardiotissa og andre ubeboede holme. Dets samlede landareal er 41,7 km2.

## Historie
Tidligere havde øen en by med samme navn. Det siges oprindeligt at være blevet kaldt Oenoë fra dets dyrkning af vinstokken, men at have fået navnet Sicinos efter en søn af Thoas og Oenoe. Den blev sandsynligvis koloniseret af Jonere. Ligesom de fleste af de andre græske øer underkastede den sig Xerxes I i de græsk-persiske krige, men den udgjorde efterfølgende en del af det athenske maritime imperium. Der er nogle rester af den antikke by beliggende på et højt og barskt bjerg. Der er også stadig et gammelt tempel for den pythiske Apollo, nu omdannet til kirken Episkopí (ἡ Ἐπισκοπή). Det står i en fordybning mellem hovedbjergkæden og toppen, der ligger mere til venstre, hvorpå ruinerne af den antikke by står. En inskription siger at det var den pythiske Apollons tempel.